# Dvanajst velikih lož Mehike
Dvanajst velikih lož Mehike je zveza prostozidarskih velikih lož v Mehiki.
Združuje 684 lož, ki imajo skupaj 80.427 članov.